# آشفتگی عشقی هوگان
آشفتگی عشقی هوگان (انگلیسی: Hogan's Romance Upset) یک فیلم کمدی صامت کوتاه به کارگردانی چارلز آوری است که در سال ۱۹۱۵ منتشر شد.

## بازیگران
- چارلز ماری
- بابی دان
- لوئیز فازندا
- بن ترپین
- فرانک هیز
- جوزف سوئیکارد
- راسکو آرباکل
- چارلی چیس
- هارولد لوید
- فورد استرلینگ
- ال سنت جان
- مک سوین